# Aio de Friuli
Aio (sau Haio) (d. după 811) a fost duce de Friuli probabil de la 799 sau de la 808 până la 817.
Este probabil ca Aio să fi devenit duce după moartea ducelui Eric de Friuli, însă pare mai aproape de realitate ca el să fi fost precedat de un alt duce, Hunfrid, totodată margraf de Istria, care a murit în jur de 808. Deși nu este menționat cu titlul ducal în niciuna dintre sursele contemporane, puterea avută de el în regiune conduce la presupunerea că ar fi exercitat autoritatea ducală într-o perioadă în care nu este consemnat niciun alt duce de Friuli.
Aio a primit pământ în regiunea Friuli din partea lui Carol cel Mare însuși în 2 februarie 799. Mai tîrziu, Carol a confirmat împărțirea acestei proprietăți între fiii lui Aio, la 7 iulie 809: fiul mai mare, Alboin sau Albuin, a primit Friuli și Vicenza; cel de al doilea, Ingobert, a obținut pământ în zona Vicenzei; iar cel mai tânăr, Agisclaf, a achiziționat Verona. Pământurile lui Aio erau extinse, iar acordarea lor către fiii săi trebuia confirmată de către împărat însuși.
Potrivit atât cronicarului Eginhard cât și Annales Fuldenses, Carol cel Mare l-a trimis pe Haido, episcopul de Basel, pe contele Hugue de Tours și pe Aio ca missi dominici pentru a se întâlni cu emisarii de la Constantinopol, pentru a confirma Pax Nicephori în 811.